# 333639 Yaima
333639 Yaima è un asteroide della fascia principale. Scoperto nel 2008, presenta un'orbita caratterizzata da un semiasse maggiore pari a 2,5399233 UA e da un'eccentricità di 0,0592504, inclinata di 15,63026° rispetto all'eclittica.
L'asteroide è dedicato alle isole Yaeyama tramite l'endomino nella lingua locale.